# バラタ (ラーマーヤナ)

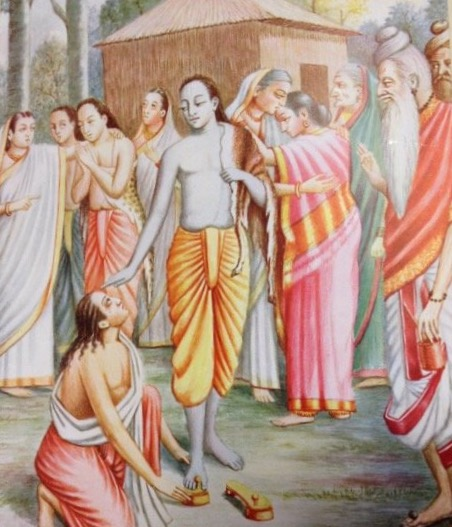
ラーマの追放に際して履物を求めるバラタ

バラタ（Bharata、भरत）は、インド神話の叙事詩『ラーマーヤナ』の登場人物。ダシャラタ王とカイケーイー妃の子。異母兄弟のシャトルグナに慕われる。サンカーシュヤの王クシャドヴァジャの娘マーンタヴィーと結婚する。ラーマが追放されたことを知ったバラタは、父ダシャラタの国葬後にラーマを追い、王国に戻るよう説得した。しかしラーマの意志が固かったので、ラーマの履物（パドゥカ）を譲り受け、それを王座に置いて、自らはラーマの臣下として国政をとった。